# Мандрионе (Фођа)
Мандрионе (итал. Mandrione) је насеље у Италији у округу Фођа, региону Апулија.
Према процени из 2011. у насељу је живело 16 становника. Насеље се налази на надморској висини од 75 м.